# Ricote
Ricote – gmina w Hiszpanii, w prowincji Murcja, w Murcji, o powierzchni 86,67 km². W 2011 roku gmina liczyła 1452 mieszkańców.